# اوتیسهایم
اوتیسهایم (به آلمانی: Ötisheim) یک شهر در آلمان است که در انتسکرایس واقع شده‌است. اوتیسهایم ۴٬۹۲۰ نفر جمعیت دارد.